# Subsistensfiskeri
Subsistensfiskeri eller Traditionelt fiskeri er en betegnelse for en lille lavteknologiske fiskeripraksis, der bedrives af individuelle fiskere snarere end kommercielle virksomheder. Mange af disse fiskere stammer typisk fra etniske grupper fra øer eller kyster, hvor de tager på korte fisketure til kysten. Deres fangst bliver sjældent forarbejdet, og spises typisk af dem selv og folk i deres lokalområde. Subsistensfiskere anvender typisk traditionelle fiskeriteknikker såsom fiskestang med fiskegrej, fiskepile og harpuner, kastenet og små (eller ingen) traditionelle fiskerbåde.